# Business Motivation Model

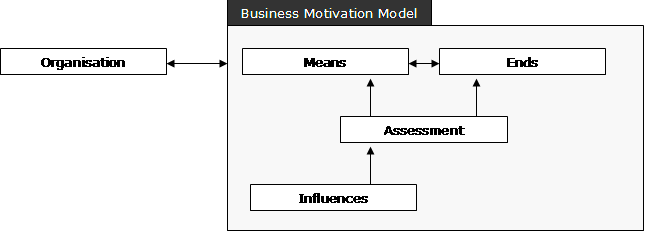
Business Motivation Model

Business Motivation Model (BMM) jest wykorzystywany w architekturze korporacyjnej jako część opisu organizacji.
Stanowi schemat i strukturę do dalszego rozwoju, komunikowania i zarządzania wysokopoziomowym planem biznesowym organizacji w uporządkowany sposób.
W szczególności BMM:
- identyfikuje czynniki które motywują powstanie planu,
- identyfikuje i definiuje elementy planu oraz
- określa, jak wymienione elementy są ze sobą powiązane (tj. określa relacje między elementami planu).

## Elementy BMM
„BMM ujmuje wymagania biznesowe w różnych wymiarach w celu uzasadnienia w systematyczny sposób, dlaczego Biznes chce coś robić, do czego dąży, jak zamierza to osiągnąć oraz w jaki sposób ocenia rezultaty.”
Elementy BMM:
- Ends (Cele): Co (w odróżnieniu od jak) Biznes chce osiągnąć
- Means (Środki): Jak Biznes zamierza osiągnąć swoje cele
- Directives (Dyrektywy): Reguły oraz polityki które ograniczają oraz wpływają na stosowanie dostępnych środków
- Influencers (Wywierający wpływ): Mogą powodować zmiany, które wywierają wpływ na sposób, w jaki organizacja osiąga swoje cele albo jak korzysta ze środków. Wywierający wpływ są z definicji neutralni.
- Assessment: Jest to osąd Wywierającego wpływ mający określone konsekwencje w zakresie zdolności organizacji do używania środków albo osiągania celów.

## Historia BMM
BMM został stworzony przez Business Rules Group (BRG)
W 2005 podjęto decyzję o przekazaniu standardu do Object Management Group (OMG)
W sierpniu 2008 ukazała się wersja 1.0.
W maju 2010 wersja 1.1 specyfikacja została opublikowana.

## Standardy powiązane
Semantics of Business Vocabulary and Business Rules (SBVR)
Inne powiązane standardy: POLDAT oraz Zachman Framework.